# Chris Warren (cestista 1981)
Christopher Levour Warren, detto Chris, noto anche con lo pseudonimo di Pepito (Garland, 19 gennaio 1981), è un ex cestista statunitense naturalizzato panamense.

## Carriera

### College
È cresciuto nella Lakeview Centennial High School disputando il primo anno da collegiale al Collin County Community College, per poi approdare alla South Carolina University. Qui ha giocato per due anni, dal 2001, disputando buoni campionati, senza però suscitare alcun interesse da parte dei team NBA.

### Carriera professionistica
Nel 2003 si è accasato in Messico per disputare la LNBP, vinta con i Panteras de Aguascalientes, la prima delle numerose squadre in cui ha militato durante un triennio vissuto da autentico girovago, sfruttando i periodi diversi in cui si svolgono i campionati in America Latina e in Europa. In questi anni ha vestito la maglia dell'Universidad Catolica de Santiago, in Cile, poi di nuovo in Messico con i Panteras de Aguascalientes. Si confronta per la prima volta con l'ambiente europeo giocando nel Basquetebol Oliveirense, sebbene in un Paese, il Portogallo, che vive poco di basket. A stagione in corso passa ai serbi dello Železnik Belgrado, vincitori dell'edizione precedente della Lega Adriatica.
Agli inizi del 2005 torna in Messico nel CiBaCoPa (Circuito de Baloncesto de la Costa del Pacífico) con i Mineros de Cananea e successivamente coi Tiburones Mazatlán.
Fin dalla sua militanza in Serbia viene tenuto d'occhio dagli scout del Cibona Zagabria, che alla prima occasione lo mettono sotto contratto. Gioca così tre stagioni in Croazia, vincendo per due anni consecutivi il campionato nazionale (2005-06 e 2006-07) e mettendosi in mostra in quella che è considerata la seconda competizione per club dopo l'NBA, ovvero l'Eurolega, con percentuali di tiro da vero cecchino.
Complici le splendide stagioni a livello continentale, durante il mercato estivo del 2008 viene scelto dall'AIR Avellino come pedina fondamentale del suo roster, chiamato a dimostrare definitivamente il suo valore in uno dei campionati più difficili, qual è la Serie A italiana, e a riaffermarsi in Eurolega.
Il 23 giugno 2009 viene annunciato l'ingaggio del giocatore da parte del Club Basket Bilbao Berri, militante nel campionato spagnolo.
Il 19 agosto 2012 torna alla Sidigas Avellino.

### Nazionale
Ha scelto di giocare con la maglia della nazionale panamense, seguendo le orme di suo fratello Jamahr.
Con la nazionale ha vinto la medaglia di bronzo al Campionato Centroamericano del 2004 e ha partecipato al FIBA Americas Championship 2005 classificandosi al 5º posto.

## Palmarès
- Campionato croato: 2

Cibona Zagabria: 2005-06, 2006-07
- Coppa di Croazia: 1

Cedevita Zagabria: 2012